# Yair Golan
Yair Golan (în ebraică: יאיר גולן, n. 14 mai 1962, Rishon Letzion, Israel) este un militar în rezervă, cu gradul de general maior, și un om politic israelian, liderul partidului Democrații.
În anii 2019-2022 a fost deputat în Knesset din partea partidului liberal de stânga Meretz și a servit în 2021-2022 ca ministru adjunct al economiei in guvernul al 36-lea al Israelului. În armata israeliană a servit ca adjunct al Șefului Marelui Stat Major , comandant al Spatelui Frontului și Comandant al Regiunii de Nord.
La 7 octombrie 2023 în timpul  Atacului surpriză al Organizației islamiste palestinene Hamas asupra așezărilor și bazelor militare israeliene la frontiera cu Fâșia Gaza,Golan,cu arma în mână, a luat parte, ca voluntar, la eforturile pentru salvarea cetățenilor aflați în primejdie în regiunea atacată. 
În mai 2024 Golan a fost ales lider al Partidului Muncii din Israel aflat într-o lungă criză de popularitate, pe baza unei noi platforme promovând unirea acestuia cu alt partid aflat în criză, Meretz. La 30 iunie 2024 cele două partide au anunțat unirea lor într-un singur partid, Democrații. Acordul a fost aprobat la congresele celor două partide la 12 iulie 2024. 

## Biografie
Golan s-a născut în 1962 la Rishon Letzion și a copilărit în acest oraș. Tatăl său, Gershon Goldner (1930-2007), născut la Königshofen-Lauda, Baden-Württemberg, a părăsit la 4 ani cu părinții săi Germania nazistă și a emigrat în Palestina, pe atunci sub administrație mandatară britanică. Tatăl a servit în armata israeliană, ajungând la gradul de colonel, în domeniul comunicațiilor, în rezervă comandând un batalion de război electronic. Mama, Rachel, născută Rapaport, s-a născut la Tel Aviv ca fiică a lui Arie Rapaport, emigrat în 1921 în Palestina din 
Camenița,Ucraina, și a Hannei Salomon, născută la Nahlat Yehuda. 
Golan a învățat la școlile Haviv și Yadlin din Rishon Letzion si la liceul industrial Ort Singalovski din Tel Aviv. În copilărie a activat în conducerea unui cerc al Mișcării Tineretului Muncitor și Școlar.
Este licențiat în științe politice al Universității din Tel Aviv și master în administrație publică al Universității Harvard.

### Cariera militară
- 1980: s-a înrolat în Brigada de parașutiști a armatei israeliene.
- Anii 1980-1990: comandant de companie, comandantal companiei Orev  subcomandant de batalion, ofițer în Departamentul de operațiuni  comandant al brigăzii 890
- 1993: comandant de batalion la Colegiul de ofițeri al armatei
- 1994: ofițer la secția de operațiuni în Divizia Iudeea și Samaria
- 1996-1997: comandant  al sectorului de est în unitatea de legatură în Liban
- 1998-2000: Comandantul Departamentului de Operațiuni al armatei
- 2000-2002: comandant  al Brigăzii Nahal- infanterie.
- 2003-2007: comandant al Diviziei Iudeea și Samaria
- 2008-2011: comandantul Spatelui Frontului
- 2011-2014 Comandantul Regiunii de Nord a armatei
- 2014-2018 adjunct al Șefului Marelui Stat Major

În 2015 si in 2018 numele său a fost menționat ca fiind candidat la funcția de Șef al Marelui Stat Major.
În 2016 a ținut ca adjunct al Șefului Marelui Stat Major o cuvântare de Ziua israeliană a Holocaustului (Yom Hashoá) în care a avertizat asupra unor fenomene în prezent în țara sa care pot aminti aspecte ale evoluției politice din Germania în anii 1930. Afirmațiile sale au provocat multe condamnări în lumea politică israeliană.

### Poziții politice

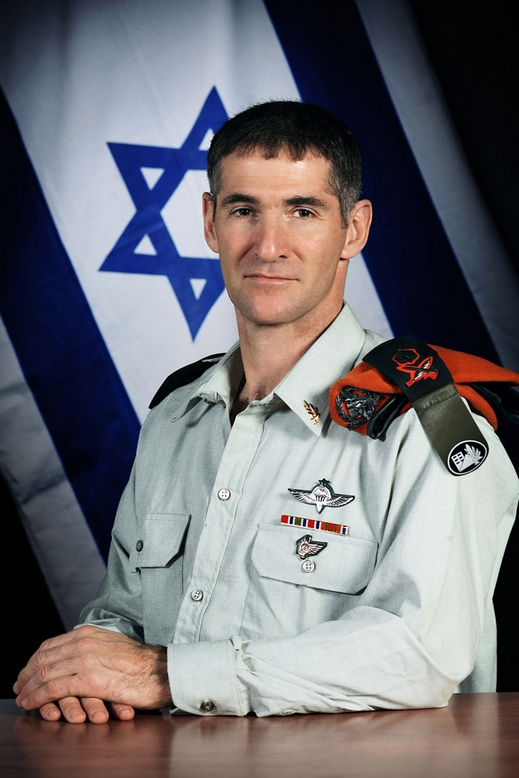
Yair Golan, comandant al Spatelui Frontului, 2008

Golan se declară om al stângii sioniste. În 2006 a sprijinit  detașarea civilă deplină a Israelului de Fâșia Gaza si s-a pronunțat pentru stabilirea acolo a unui regim alternativ moderat, cu cooperarea S.U.A și a unor state arabe moderate. Golan se pronunță, în general, pentru o soluție a conflictului arabo-israelian prin coexistenta în Palestina a două state pentru cele două popoare, dar se opune revenirii la hotarele din iunie 1967, și este pentru anexarea la Israel a unor blocuri de așezări evreiești din Cisiordania. Politica în acest domeniu, depinde, după opinia sa, de felul cum populația palestiniană se poate acomoda cu asigurarea securității Israelului. Golan se opune retragerii Israelului din Înălțimile Golan, sprijină acordarea de ajutor civil locuitorilor din Fâșia Gaza cu condiția încetării actelor de terorism si a eliberării ostaticilor răpiți la 7 octombrie 2023 din Israel. Sprijină acțiunile militare lărgite pe sol si sub sol în Fâșia Gaza.  
Împreună cu celelalte formații politice din opoziția evreiască din Knesset, Golan se opune cu vehemență revoluției judiciare și altor schimbări radicale în structura politică a democrației israeliene lansate de guvernul de coaliție de dreapta al lui Beniamin Netanyahu începând din ianuarie 2023.

### Viața privată
Golan este căsătorit cu Ruti și are cinci copii,  
Fratele său mai mare este Arnon Golan, profesor de geografie istorică la Universitatea din Haifa, iar sora sa mai mică, Roni, este educatoare de învățământ special la Centrul medical Itzhak Shamir din Tzrifin.